# Zonantes signatus
Zonantes signatus is een keversoort uit de familie schijnsnoerhalskevers (Aderidae). De wetenschappelijke naam van de soort werd in 1848 gepubliceerd door Samuel Stehman Haldeman.